# Minamoto Yoshiari
Minamoto Yoshiari (源能有, 845 – 897 CE) est un fonctionnaire de la cour japonaise pendant l'époque de Heian et le fondateur de l'école Takeda d'archerie.
Minamoto est le fils de l'empereur Montoku, bien qu'il reçoive le nom de famille Minamoto ce qui l'écarte de la lignée impériale. Il est un courtisan accompli, nommé conseiller de la cour à l'âge de 28 ans et s'élevant au poste de conseiller du centre en 883.
Il occupe divers postes à la cour, y compris celui de Grand Conseiller en 891, général de la gauche en 893, précepteur du prince héritier Atsuhito et inspecteur de Mutsu et Dewa. À la demande de l'empereur Uda, Minamoto est affecté au travail de compilation d'une histoire nationale qui couvre la période du règne de l'empereur Seiwa à celui de l'empereur Kōkō. Cette nomination est inhabituelle dans la mesure où la coutume veut qu'un membre du clan Fujiwara occupe le poste de chef compilateur; on pense qu'il s'agit d'une tentative par l'empereur Uda de saper la place des Fujiwara dont l'influence ne cesse de croître.
Après avoir reçu de l'empereur Uda l'ordre de développer un style de tir à l'arc monté, Minamoto créé ce qui va plus tard devenir l'école Takeda de yabusame.

## Source de la traduction
- (en) Cet article est partiellement ou en totalité issu de l’article de Wikipédia en anglais intitulé « Minamoto Yoshiari » (voir la liste des auteurs).